# Connie Panzarino
Concetta Jean "Connie" Panzarino (Nueva York, 26 de noviembre de 1947-4 de julio de 2001) fue una escritora y activista estadounidense por los derechos de las personas con discapacidad y los derechos LGBTQ.

## Biografía
Panzarino nació en Nueva York y creció en Long Island, hija de  Antoinette (Anne) Panzarino y Frank V. Panzarino. Nació con atrofia muscular espinal de tipo III, una enfermedad neuromuscular progresiva también conocida como enfermedad de Werdnig-Hoffmann. En 1960 apareció en carteles para un llamamiento de recaudación de fondos para la Asociación de Distrofia Muscular. Se graduó en el instituto de Massapequa en 1965. Se licenció en la Universidad Hofstra en 1969 y obtuvo un máster en terapia artística en la Universidad de Nueva York.

## Trayectoria
Panzarino trabajó en los servicios sociales del condado de Nassau, pero tuvo que dejarlo cuando sus ingresos la dejaron sin derecho a las ayudas a domicilio que necesitaba. Fue terapeuta artística titulada y directora del Centro de Autoayuda de Boston de 1986 a 1989. Trabajó con supervivientes de abusos y dio conferencias sobre sexismo, homofobia y capacitismo. También formó parte de los consejos de varias organizaciones de apoyo a discapacitados, como el Disability Law Center y el Boston Center for Independent Living. En la década de 1970, ejerció presión y se manifestó en Washington D. C. a favor de la Sección 504 y por oportunidades laborales para discapacitados: "Realmente no llevo una vida tranquila", declaró a un periodista del New York Times en 1977. Creó Beechwood, una cooperativa para mujeres discapacitadas. Escribió sus memorias, The Me in the Mirror (1994), que fueron adaptadas al teatro y representadas en el Women on Top Theatre Festival de Boston en 2000.

## Publicaciones
- "whose festival?" (1982 [15]
- "Female Homosexuality" (1991)[16]
- The Me in the Mirror (1994)[13][17]
- Rebecca Finds a New Way: How Kids Learn, Play, and Live with Spinal Cord Injuries and Illnesses (1994)[18]
- "To My Other Bodies" (1996)[19]
- "No Decision Here" (1999)[20]
- "Camping with a Ventilator" (2001)[21]

## Vida personal y legado
Panzarino mantuvo una estrecha relación con Ron Kovic, veterano discapacitado de la guerra de Vietnam y activista. Fueron juntos al instituto, y él le dio las gracias en sus memorias Born on the Fourth of July, diciendo: "Ella estuvo a mi lado como nadie, me escuchó durante noches y días, cuidando y amando, comprendiendo y animando, secando las lágrimas de mis ojos". Se identificaba como lesbiana, y una fotografía de Panzarino realizada por Joan E. Biren apareció en Eye to Eye: Retratos de lesbianas (1979). Murió en 2001, a los 53 años, en Boston. Su obra suele ser objeto de estudios sobre identidades interseccionales queer/discapacitadas